# Elandon Roberts
Pour les articles homonymes, voir Roberts.
(en) Statistiques sur pro-football-reference
Elandon Roberts, né le 22 avril 1994 à Port Arthur au Texas, est un sportif professionnel américain de football américain jouant au poste de linebacker dans la National Football League (NFL) depuis la saison 2016.
Sélectionné en 214e choix global lors du sixième tour de la draft 2016 de la NFL par la franchise des Patriots de la Nouvelle-Angleterre, il remporte dès sa première année en NFL le Super Bowl LI. Il ajoute un nouveau titre deux saisons plus tard lors du succès des Patriots au Super Bowl LIII. Il rejoint ensuite les Dolphins de Miami (2020–2022), les Steelers de Pittsburgh (2023–2024) et les Raiders de Las Vegas dès 2025.

## Biographie

### Carrière universitaire
Après une saison à l'université d'État Morgan, Elandon Roberts est transféré aux Cougars de l'université de Houston où il joue dans la NCAA Division I FBS de 2013 à 2015.

### Carrière professionnelle

#### Draft
En préparation de la draft 2016 de la NFL, Roberts s'entraîne avec l'ancien champion olympique Michael Johnson. Plaqueur talentueux, il est jugé trop petit au moment de son recrutement dans la ligue.
Elandon Roberts est sélectionné en 241e choixglobal lors du sixième tour de la draft 2016 de la NFL par a franchise des Patriots de la Nouvelle-Angleterre.

#### Patriots de la Nouvelle-Angleterre
Bill Belichick a découvert le joueur par hasard en observant le quarterback de la Navy Keenan Reynolds. Plus jeune joueur de l'effectif des Patriots, Roberts voit son temps de jeu augmenter après le transfert surprise de Jamie Collins aux Browns de Cleveland. Même s'il perd sa couverture défensive à un moment clef, il participe au Super Bowl LI et le remporte en prolongation avec les Patriots.

#### Dolphins de Miami
Après quatre saisons avec les Patriots, il rejoint les Dolphins de Miami le 18 mars 2020 pour un montant de 2 millions de dollars dont un de bonus à la signature. Il retrouve ainsi l'entraîneur principal Brian Flores qui fut l'entraîneur des linebackers chez les Patriots et également Kyle Van Noy et Kamu Grugier-Hill (en) anciens équipiers linebackers des Patriots. Il est désigné titulaire au poste de linebacker intérieur aux côtés de Jerome Baker (en). Le 31 décembre, Roberts est placé sur la liste des réservistes blessés. Il aura disputé lors de cette saison 13 matchs dont 11 en tant que titulaire, enregistrant 61 plaquages, 1.½ sacks, 1 fumble forcé et 1 fumble recouvert.
Il resigne avec les Dolphins le 24 mars 2021. Il dispute 17 matchs dont 15 en tant que titulaire, enregistrant un record en carrière de 83 plaquagess, 1 sack, quatre passes déviées, deux fumbles forcé et une interception.
Le 18 mars 2022, Roberts resigne pour une 3e saison au terme de laquelle il compte 4½ sacks et 107 plaquages en 17 matchs en tant que titulaire.

#### Steelers de Pittsburgh
Le 16 mars 2023, Roberts signe un contrat de deux ans avec les Steelers de Pittsburgh.

#### Raiders de Las Vegas
Le 10 mars 2025, Roberts signe un contra d'un an pour un montant de 3 millions de collars avec les Raiders de Las Vegas.

## Palmarès
- Vainqueur des Super Bowls LI et LIII avec les Patriots de la Nouvelle-Angleterre ;
- Sélectionné dans la première équipe de l'American Athletic Conference (ACC, NCAA Div. I FBS) en 2015 ;
- Sélectionné dans la deuxième équipe de la Mid-Eastern Athletic Conference (MEAC, NCAA Div I FCS) en 2012.